# Мукебюн Басангов
Мукебюн Басангов (калм. Басңга Мукөвүн; 1878, аймак Харахус, Харахусівский улус (нині Утта, Яшкульський район, Калмикія), Астраханська губернія, Російська імперія — 1944, Калмицька АРСР, РРФСР) — калмицький рапсод, сказитель калмицького епосу «Джангар», джангарчі, калмицький письменник. Народний джангарчі Калмицької АРСР.

## Біографія
Народився в 1878 році в бідній калмицькій сім'ї батрака. З дитячого віку, слухаючи джангарчі Дорджієва Ліджі і Бачаєва Ердні, запам'ятовував калмицький епос «Джангар». Маючи добру пам'ять, вже в дев'ятирічному віці знав напам'ять дві великі пісні з «Джангара». Після смерті батьків жив у сестри. У віці 12 років серйозно захворів інфекційною хворобою. Жителі аймака побоюючись заразитися, поселили хлопчика на краю селища. Його виходила сестра, яка годувала замкненого хлопчика соломинкою через стіни кибитки. Після одужання дванадцятирічний Мукебюн Басангов заспівав кілька строф з пісень епосу. Його дар джангарчі помітили і він став виступати перед публікою.
До двадцяти п'яти років знав напам'ять вісім пісень, а до тридцяти років став відомий по всій Калмикії. Був другом Бадміна Менкенасана, якому передавав свої пісні.
До колективізації наймитував у багатих калмиків на рибальських промислах. У 1934 році вперше взяв участь у республіканській Олімпіаді майстрів народної творчості. У 1935 році виступив на конкурсі джангарчі Долбанського району Калмикії (сьогодні — Лиманський район Астраханської області), де зайняв перше місце. У 1935 році взяв участь в роботі Першого з'їзду калмицьких письменників.
У грудні 1939 року їздив до Москви, де в рамках декади калмицької літератури і мистецтва виступав у Великому залі Московської консерваторії на вечорі, присвяченому 500-річчю «Джангара». У 1939 році за твори усної народної творчості разом з джангарчі Дава Шавалієвим та Анджука Козаєвим був прийнятий в Союз письменників СРСР.
Першим отримав звання «Народний джангарчі Калмицької АРСР». Передав своє мистецтво джангарчі учням Очиру Болдирєву і Олександру Шігжиєву.
Помер в 1944 році.

## Творчість
Належав до імпровізованої школи джангарчі. На основі традиційної художньої калмицької системи він створив нові пісні «Джангара». Тільки дві пісні «Про подвиги богатиря Санала» та «Про битву джангарових богатирів з Мангна-ханом» походили з репертуару джангарчі Еелян Овла.
В 1939—1940 рр. калмицькі письменники Басанг Дорджиєв та Михайло Тюлюмджиєв записали з вуст Мукебюна Басангова шість нових пісень (5624 віршованих строф).
Від Мукебюна Басангова були записані наступні шість пісень епосу «Джангара»:
- «Пісня про те, як Джангар вперше став правити державою». Пісня була записана в 1939 році і вперше опублікована в журналі «Улан Туг» в січні 1940 року;
- "Пісня про те, як Санал викрав у Тяк Бірміс-хана, який підкорив п'ять країн, семимільйонний табун коней тунжуров, що паслись на березі озера ". Пісня була записана в 1940 році і вперше опублікована в газетах « Улан Хальмг», «Улан багчуд» і в журналі «Улан туг» в № 2, 1940 р .;
- "Пісня про те, як Хонгор привіз від Шар Бірміс-хана шолом, іменований «Дун» і меч, що випускає блискавки на скаку ". Пісня була вперше опублікована в журналі «Улан Туг» № 3, 1940 р.;
- "Пісня про те, як Хонгор викрав неприборканий табун чарівних коней у хана Шар Кермена, що живе на півночі ". Пісня вперше була опублікована в журналі «Улан туг» № 2, 1940 р.;
- «Пісня про те, як Хонгор опинився в країні дев'яти відьом». Пісня вперше була опублікована в журналі «Улан туг», № 2, 3, 1940 р.;
- "Пісня про те, як богатир Мангна-хан на ім'я Нарні Герел, що має Улан Аю Манзан Буурл, прибув в Бумбу з вимогою видати п'ять скарбів з чарівних речей Джангарової держави ". Пісня вперше була опублікована в журналі «Улан туг» № 6, 1940 р.

Восени 1941 року в калмицькому книжковому видавництві вийшла книга Мукебюна Басангова «Клятва», в якій були опубліковані калмицькі благобажання в честь радянських воїнів, які воювали на фронті. У 1942 році Мукебюн Басангов створив вірші «До захисту Батьківщини», «Клятва», «Москва», «Прокляття», «Червоноармієць Балдаев», нарис «До захисту Батьківщини всі готові», в яких оспівував подвиги військових, які брали участь в боях Великої Вітчизняної війни.

## Пам'ять
Іменем Мукебюна Басангова названа вулиця в Елісті.

## Твори
- Джангар. Новые песни. — Элиста: Калмиздат, 1940. (калмицькою мовою);
- Клятва. Поэма и стихи. — Элиста: Калмиздат, 1941. (калмицькою мовою).

## Джерело
- М. Э. Джингиров. Писатели советской Калмыкии. Библиографический справочник. — Элиста: Калмыцкое книжное издательство, 1966. — стр. 61—63
- Гучинова, К. В память о сказителе: к 80-летию джангарчи Н. Д. Джукаева, уроженца с. Цаган-Усн Яшкульского р-на/ Искра, 2003, 3 июня (№ 44), стр. 3
- Н. Ц. Биткеев. Джангарчи. — Элиста, 2001. — стр. 141—161
- Биткеев, Николай Цеденович, Джангарчи Мукебюн Басангов и его поэтическое мастерство [Текст] / Н. Ц. Биткеев. — // «Джангар»: Калмыцкий народный героический эпос. Эпический репертуар Мукебюна Басангова. — Элиста, 1988.
- Сангаджиева Н. Джангарчи. — Элиста: Калмыцкое книжное издательство, 1990. — стр. 27—47. — ISBN 5-7539-0158-1
- Республика Калмыкия, Календарь знаменательных дат на 2013 год, стр. 58-59